# 위 리브 인 타임
《위 리브 인 타임》(영어: We Live in Time)은 2024년 개봉한 로맨스 영화로, 존 크롤리가 감독을 맡았다.

## 출연
- 플로렌스 퓨 : 알무트 역
- 앤드루 가필드 : 토비아스 역
- 애덤 제임스 : 사이먼 맥슨 역
- 에이오프 힌즈 : 스카이 역
- 마라마 콜렛 : 아드리안 듀발 역

## 참고 사항
- 해당 작품을 위해 플로렌스 퓨가 실제 삭발을 감행하여 촬영을 진행하였다.